# Конный памятник Платову (Новочеркасск)
Конный памятник Платову — памятник в городе Новочеркасск Ростовской области. Бронзовый памятник М. И. Платову на коне установлен на Платовском проспекте перед Войсковым Вознесенским кафедральным собором. Открыт в 2003 году. Авторы памятника: скульптор, заслуженный художник РФ (2004) А. А. Скнарин, архитектор И. А. Жуков.

## История
Бронзовый памятник атаману Донского казачьего войска, генералу от кавалерии (1809), принимавшему участие во всех войнах Российской империи с конца XVIII до начала XIX века Матвею Ивановичу Платову (1753—1818) на коне, был сооружен в городе Новочеркасске Ростовской области на Платовском проспекте около Войскового Вознесенского кафедрального собора. Памятник был открыт 23 августа 2003 года в дни 250 — летнего юбилея со дня рождения М. И. Платова.
Автором проекта памятника М. И. Платову являются скульптор, заслуженный художник Российской Федерации (2004) А. А. Скнарин и архитектор И. А. Жуков.
Позади, на гранитном постамента памятника, закреплена памятная металлическая табличка с надписью: «Памятник установлен атаманами и казаками Всевеликого Войска Донского в честь ознаменования 250-летия со дня рождения великого сына земли Донской, знаменитого Российского полководца, генерала от кавалерии, доктора Оксфордского университета, Войскового Атамана, графа Платова Матвей Ивановича. Установлен при Войсковом Атамане В. П. Водолацком в правление Губернатора Ростовской Области В. Ф. Чуба, Мэра города Новочеркасска А. П. Волкова. Скульптор А. А. Скнарин. Архитектор И. А. Жуков. Отлит в бронзе в мастерской „Академ-Арт-мастер РГСУ“ 2003 г.». На металлической табличке в форме свитка на передней стороне постамента сделана надпись: «Платов Матвей Иванович».
Высота памятника с постаментом составляет около восьми метров. Высота бронзовой конной статуи — 3 метра 20 сантиметров, вес статуи — около трёх тонн. Полководец М. И. Платов восседает на коне, в его руке гусарский кивер, его костюм украшают ордена, сбоку закреплена сабля. Территория вокруг памятника благоустроена.